# Bledius honestus
Bledius honestus är en skalbaggsart som beskrevs av Thomas Casey 1889. Bledius honestus ingår i släktet Bledius och familjen kortvingar. Inga underarter finns listade i Catalogue of Life.